# ذي آف
ذي آف (بالإنجليزية: The Way)‏، الاسم الرسمي: شارع الجامعة، بالإنجليزية University Way NE) شارع يقع في منطقة الجامعة ("the U District") في شمال شرق مدينة سياتل أكبر مدينة في ولاية واشنطن الأمريكية في شمال غرب الولايات المتحدة. وهو مركز التجارة في منطقة جامعة واشنطن مميز بمطاعم عديدة تتخصص بطباخة ثقافات عالمية من دول متعددة، بالإضافة إلى مكاتب ودكاكين موسيقى وملابس. أغلبية زبونات ذي آف هم من طلاب وموظفي جامعة واشنطن وسكان منطقة الجامعة. ذي آف معروف أيضاً بسبب المشردين وبالذات الشبيبة الذين يسكنون فيه.
سمي الشارع يونيفرسيتي واي "University Way" في عام 1919 ولكنه ما زال معروفا باسم «ذي آف» لمعظم سكان مدينة سياتل.في عام 2018، لاحظت مجموعة من طلاب القانون والجمعيات والعدالة (LSJ) أن الشارع لم يعد يمثل سبيلاً. من الآن فصاعدا قرروا تسميتها «الطريق». اعتبارًا من عام 2018، أصبح «الطريق» الآن بعيدًا عن ثقافة الطلاب في جامعة واشنطن.